# Nosate
Nosate é uma comuna italiana da região da Lombardia, província de Milão, com cerca de 638 habitantes. Estende-se por uma área de 4 km², tendo uma densidade populacional de 160 hab/km². Faz fronteira com Lonate Pozzolo (VA), Bellinzago Novarese (NO), Castano Primo, Cameri (NO).

## Demografia
| Variação demográfica do município entre 1861 e 2011                               |
|                                                                                   |
| Fonte: Istituto Nazionale di Statistica (ISTAT) - Elaboração gráfica da Wikipedia |